# Pekanjärvi
Pekanjärvi är en sjö i Pajala kommun i Norrbotten och ingår i Kalixälvens huvudavrinningsområde. Sjön har en area på 0,0485 kvadratkilometer och ligger 159,1 meter över havet.

## Delavrinningsområde
Pekanjärvi ingår i det delavrinningsområde (742740-182345) som SMHI kallar för Inloppet i Pirttiniemenjärvi. Medelhöjden är 171 meter över havet och ytan är 9,95 kvadratkilometer. Räknas de 5 avrinningsområdena uppströms in blir den ackumulerade arean 95,02 kvadratkilometer. Pirttiniemenjoki (Suankijoki) som avvattnar avrinningsområdet har biflödesordning 3, vilket innebär att vattnet flödar genom totalt 3 vattendrag innan det når havet efter 160 kilometer. Avrinningsområdet består mestadels av skog (55 procent) och sankmarker (38 procent). Avrinningsområdet har 0,23 kvadratkilometer vattenytor vilket ger det en sjöprocent på 2,3 procent.